# Eric Schopler
 (janvier 2016).
Eric Schopler, né le 8 février 1927 et mort le 7 juillet 2006, est un psychologue, pionnier de la recherche sur l'autisme, cofondateur, co-dirigeant puis dirigeant du programme TEACCH.

## Enfance
Eric Schopler est né le 8 février 1927 à Fürth,en Allemagne, d'Erna Oppenheimer Schopler et Ernst Schopler. En danger car juifs, ses parents quittent l'Allemagne pour les États-Unis en 1938. La famille s'installe à Rochester (New York).

## Formation et carrière
Il a d’abord été militaire et à la fin de la guerre, il a entrepris des études de médecine et de psychiatrie. Il a commencé à travailler dans l’école orthogénique, mais il s’est séparé de Bruno Bettelheim « à cause de la référence aux camps qu’il trouvait insupportable ».
Il obtient un doctorat en psychologie clinique de l'enfant en 1964. La même année, il devient professeur associé du département de psychiatrie à l'Université de Caroline du Nord à Chapel Hill.
Ayant participé à un groupe de parents d’enfants autistes et la culpabilisation qu’ils ressentaient l’ayant profondément choqué, il commence des « recherches sur la perception et les troubles de la cognition ». Avec le Dr Robert Reichler et Gary Mesibov,  il met au point le programme de traitement TEACCH (Treatment and Education of Autistic and Communication Related Handicapped Children) destiné à corriger les problèmes cognitifs ; les parents sont impliqués comme cothérapeutes. Il s'agit notamment de montrer que les personnes autistes n'ont pas de trouble mentaux et que les parents ne sont pas responsables du trouble de leur enfant. Ils ont notamment d'abord travaillé sur les questions sensorielles avant de faire des recherches sur les traitements éducatifs. Leur travail aboutit donc à la création du programme TEACCH en 1971 (Traitement et éducation des enfants autistes ou atteints de troubles de la communication associés). 
Le succès de ce programme par rapport aux prises en charge antérieures, fait qu'il est adopté comme programme universitaire d’État, par l’État de Caroline du Nord, qui finance son application dans les écoles et des cliniques utilisant cette prise en charge. En 1976, Schopler devient directeur de TEACCH et le reste jusqu'en 1993.
Selon Paul Alerini, cette méthode s’oppose au conditionnement opérant de l’ABA : elle est « individualisée et privilégie les aptitudes positives les plus développées de l’enfant, évaluées par un test, le PEP (Psycho Educational Profile) ».
Eric Schopler est le fondateur du National Institute of Mental Health.
« Il a obtenu des dizaines d’Awards et de Golden Medals en Amérique et à l’étranger ». 
Le relatif succès de son programme a amené son exportation et son adoption au-delà des États-Unis, la prise en charge TEACCH fait partie des méthodes de prise en charge de l'autisme considérée comme les plus efficaces[réf. souhaitée].